# Waking the Demon
Waking the Demon è una canzone dei Bullet for My Valentine, nonché terzo singolo estratto dal loro album Scream, Aim, Fire.

## Video musicale
Il videoclip è stato scritto e diretto da Max Nichols (figlio del regista Mike Nichols).
Esso comincia con un teenager metallaro (notare la maglietta degli Iron Maiden da lui indossata e varie foto del chitarrista Jimmy Page nel suo armadietto) che subisce atti di prepotenza da un branco di bulli, il cui leader sembra stare con la ragazza che aiuterà il ragazzo metallaro nel suo intento. Il ragazzo viene tormentato con dispetti e violenze di ogni genere, sia in classe che in bagno e nello spogliatoio. Nel frattempo, su un calendario che tiene appeso nel suo armadietto, segna le date del mese giorno per giorno, finché non arriva al ventottesimo sotto il quale è scritto Full Moon ("Luna Piena"), che tra l'altro cerchia con un pennarello rosso.
Verso la sera del 28 del mese, quando comincia a far buio, il ragazzo giunge nei pressi di un bosco dove il leader della gang si incontra solitamente con la sua ragazza, trovandolo solo ad aspettarla. A quel punto, il metallaro gli scaglia contro una "paintball" (ossia un gavettone al frullato come quello che gli era stato svuotato in testa in classe), imbrattandogli il retro dell'automobile; appena lo vede, il bullo comincia ad inseguirlo nel bosco, dove nel frattempo è fuggito il metallaro.
Dopo un breve inseguimento il ragazzo cade per terra, alza lo sguardo al cielo e vede la luna piena spuntare da dietro le nubi: i suoi occhi divengono pertanto rossi e si trasforma in un licantropo. Appena il bullo lo raggiunge, viene immediatamente aggredito ed ucciso dal mostro, il quale ottiene la vendetta tanto agognata: nelle scene che seguono si vede il sangue grondare dalle possenti zampe e dai denti acuminati del lupo mannaro, ed in seguito la foto del bullo affissa vicino agli armadietti della scuola, con sotto la scritta missing ("scomparso").
Verso la fine del video il ragazzo, tornato a scuola, viene nuovamente preso di mira da un componente dello stesso gruppo di bulli, che ha preso il posto del precedente leader e persino la stessa fidanzata. Il bullo fa cadere di mano i libri al metallaro, il quale, dopo averli raccolti, apre l'armadietto e riprende a segnare le date con un ghigno malefico; infine, mentre osserva i bulli con il loro nuovo capo andarsene, la ragazza si volta sorridendo verso di lui, e per un istante si notano gli occhi di lei diventare rossi (come il ragazzo durante la sua mostruosa trasformazione). Viene fatto intendere, dunque, che la ragazza in realtà sia la compagna del metallaro e che lo aiuti nella sua vendetta attirando i bulli nel bosco nelle notti di luna piena.

## Tracce
CD promozionale
1. Waking The Demon (Rock Radio Mix) - 4:08

CD singolo
1. Waking The Demon - 4:08
2. Say Goodnight [Acoustic] - 3:14

## Formazione
Gruppo
- Matthew Tuck - voce, chitarra
- Michael Padget - chitarra
- Jason James - basso, voce addizionale
- Michael Thomas - batteria

Produzione
- Tony Petrossian - produttore
- Max Nichols - regista del video ufficiale